# فیلم زامبی
فیلم‌زامبی‌ (به انگلیسی: Zombie film) یک ژانری از فیلم که در آن زامبی‌ها موجودات تخیلی که معمولاً به‌عنوان اجساد زنده‌یافته یا انسان‌های آلوده به ویروس به تصویر کشیده می‌شوند. معمولاً ماهیتی آدم‌خوار نشان داده می‌شوند. در حالی که فیلم‌های زامبی معمولاً در ژانر ترسناک قرار می‌گیرند، برخی از آنها وارد ژانرهای دیگر مانند اکشن نیز می‌شوند؛ بنابراین شامل فیلم‌هایی است که به این نوع از مردگان اختصاص داده شده‌است. از نمونه این آثار می‌توان به فیلم‌های جنگ جهانی زد (۲۰۱۳) یا بلوک زد (۲۰۲۰) یا [۲۸هفته بعد]یا [قطار بوسان] و یا (سرزمین زامبی) اشاره کرد.